# Élections législatives sud-ossètes de 2009
Les élections législatives sud-ossètes de 2009 se sont déroulées le 31 mai 2009 afin d'élire les membres du Parlement de l'Ossétie du Sud.

## Mode de scrutin
Le parlement est composé de 34 sièges dont les membres sont élus pour cinq ans au scrutin proportionnel plurinominal de liste.

## Résultats
| Partis                            | Partis                            | Voix   | %     | Sièges |
| --------------------------------- | --------------------------------- | ------ | ----- | ------ |
|                                   | Parti Unité (PU)                  | 21 246 | 46,32 | 17     |
|                                   | Parti du peuple sud-ossète (PP)   | 10 345 | 22,55 | 9      |
|                                   | Parti communiste sud-ossète (PC)  | 10 194 | 22,22 | 8      |
|                                   | Parti socialiste (PS)             | 2 918  | 6,36  | 0      |
|                                   | « Aucun d'entre eux »             | 1 163  | 2,53  |        |
|                                   |                                   |        |       |        |
| Total                             | Total                             | 45 866 | 100   | 34     |
| Abstentions                       | Abstentions                       | 10 116 | 18,07 |        |
| Nombre d'inscrits / participation | Nombre d'inscrits / participation | 55 982 | 81,93 |        |

| Majorité absolue |    |    |
| ↓                |    |    |
| 17               | 9  | 8  |
| PU               | PP | PC |